# 세계 라크로스 연맹
세계 라크로스 연맹(World Lacrosse, WL)은 라크로스, 인도어라크로스 종목을 총괄하는 국제 스포츠 행정 기구이다. 2008년에 국제 라크로스 연맹과 국제 여자 라크로스 협회 연합이 통합하여 결성되었다.

## 회원국
| 국가                | 협회                              | 코드 | 대륙       | 설립   | 가맹   | 비고 |
| ------------------- | --------------------------------- | ---- | ---------- | ------ | ------ | ---- |
| 가나                | 가나 라크로스 협회                | GHA  | 아프리카   |        |        |      |
| 과테말라            | 과테말라 체육 여가 후원 협회      | GUA  | 아메리카   |        |        |      |
| 그리스              | 그리스 라크로스 협회              | GRE  | 유럽       |        |        |      |
| 나이지리아          | 나이지리아 라크로스 협회          | NGR  | 아프리카   | 2022년 | 2022년 |      |
| 남아프리카 공화국   | 남아프리카 라크로스 협회          | RSA  | 아프리카   | 2020년 |        |      |
| 네덜란드            | 네덜란드 라크로스 연맹            | NED  | 유럽       |        |        |      |
| 노르웨이            | 노르웨이 아메리카 스포츠 연맹     | NOR  | 유럽       |        |        |      |
| 뉴질랜드            | 뉴질랜드 라크로스 연맹            | NZL  | 오세아니아 |        |        |      |
| 대한민국            | 한국라크로스협회                  | KOR  | 아시아     | 1997년 | 2000년 |      |
| 덴마크              | 덴마크 라크로스 연맹              | DEN  | 유럽       |        |        |      |
| 도미니카 공화국     | 도미니카 공화국 라크로스 연맹     | DOM  | 아메리카   |        |        |      |
| 독일                | 독일 라크로스 협회                | GER  | 유럽       |        |        |      |
| 라트비아            | 라트비아 라크로스 연맹            | LAT  | 유럽       | 2003년 |        |      |
| 러시아              | 러시아 라크로스 연맹              | RUS  | 유럽       |        |        |      |
| 룩셈부르크          | 룩셈부르크 라크로스 연맹          | LUX  | 유럽       |        |        |      |
| 르완다              | 르완다 라크로스 연맹              | RWA  | 아프리카   | 2022년 | 2022년 |      |
| 리투아니아          | 리투아니아 라크로스 연맹          | LTU  | 유럽       |        |        |      |
| 말레이시아          | 말레이시아 라크로스 협회          | MAS  | 아시아     | 2014년 |        |      |
| 멕시코              | 멕시코 라크로스 연맹              | MEX  | 아메리카   |        |        |      |
| 미국                | 미국 라크로스 연맹                | USA  | 아메리카   |        |        |      |
| 미국령 버진아일랜드 | 미국령 버진아일랜드 라크로스 협회 | ISV  | 아메리카   |        |        |      |
| 바베이도스          | 바베이도스 라크로스 협회          | BAR  | 아메리카   |        |        |      |
| 버뮤다              | 버뮤다 라크로스 협회              | BER  | 아메리카   | 2002년 |        |      |
| 베트남              | 베트남 라크로스 협회              | VIE  | 아시아     |        |        |      |
| 벨기에              | 벨기에 라크로스 연맹              | BEL  | 유럽       |        |        |      |
| 불가리아            | 불가리아 라크로스 연맹            | BUL  | 유럽       |        |        |      |
| 사우디아라비아      | 사우디 라크로스 연맹              | KSA  | 아시아     | 2020년 |        |      |
| 세르비아            | 세브리아 라크로스 연맹            | SRB  | 유럽       |        |        |      |
| 스웨덴              | 스웨덴 라크로스 연맹              | SWE  | 유럽       |        |        |      |
| 스위스              | 스위스 라크로스 연맹              | SUI  | 유럽       |        |        |      |
| 스코틀랜드          | 스코틀랜드 라크로스 연맹          | SCO  | 유럽       |        |        |      |
| 스페인              | 스페인 라크로스 협회              | ESP  | 유럽       |        |        |      |
| 슬로바키아          | 슬로바키아 라크로스 연맹          | SVK  | 유럽       |        |        |      |
| 슬로베니아          | 슬로베니아 라크로스 협회          | SLO  | 유럽       |        |        |      |
| 싱가포르            | 싱가포르 라크로스 협회            | SGP  | 아시아     |        |        |      |
| 아르헨티나          | 아르헨티나 라크로스 연맹          | ARG  | 아메리카   |        |        |      |
| 아이티              | 아이티 라크로스 연맹              | HAI  | 아메리카   |        |        |      |
| 아일랜드            | 아일랜드 라크로스 연맹            | IRL  | 유럽       |        |        |      |
| 에스토니아          | 에스토니아 라크로스 연맹          | EST  | 유럽       |        |        |      |
| 에콰도르            | 에콰도르 라크로스 연맹            | ECU  | 아메리카   |        |        |      |
| 오스트레일리아      | 오스트레일리아 라크로스 연맹      | AUS  | 오세아니아 |        |        |      |
| 오스트리아          | 오스트리아 라크로스 연맹          | AUT  | 유럽       | 2005년 |        |      |
| 우간다              |                                   | UGA  | 아프리카   |        |        |      |
| 우크라이나          | 우크라이나 라크로스 연맹          | UKR  | 유럽       |        |        |      |
| 웨일즈              | 웨일즈 라크로스 연맹              | WAL  | 유럽       |        |        |      |
| 이로쿼이            | 이로쿼이 국가 개발 단체           | HNL  | 아메리카   |        |        |      |
| 이스라엘            | 이스라엘 라크로스 협회            | ISR  | 유럽       |        |        |      |
| 이탈리아            | 이탈리아 라크로스 연맹            | ITA  | 유럽       |        |        |      |
| 인도                | 인도 라크로스 협회                | IND  | 아시아     |        |        |      |
| 인도네시아          | 인도네시아 라크로스 연맹          | INA  | 아시아     | 2021년 |        |      |
| 일본                | 일본 라크로스 협회                | JPN  | 아시아     | 1987년 |        |      |
| 잉글랜드            | 잉글랜드 라크로스 연맹            | ENG  | 유럽       |        |        |      |
| 자메이카            | 자메이카 라크로스 협회            | JAM  | 아메리카   |        |        |      |
| 중화 타이베이       | 중화민국 라크로스 협회            | TPE  | 아시아     |        |        |      |
| 중화인민공화국      | 중국 라크로스 협회                | CHN  | 아시아     |        |        |      |
| 체코                | 체코 라크로스 연맹                | CZE  | 아메리카   |        |        |      |
| 칠레                | 칠레 라크로스 연맹                | CHI  | 아메리카   |        |        |      |
| 카타르              | 카타르 라크로스 협회              | QAT  | 아시아     |        |        |      |
| 캄보디아            | 캄보디아 라크로스 연맹            | CAM  | 아시아     |        | 2022년 |      |
| 캐나다              | 캐나다 라크로스 연맹              | CAN  | 아메리카   | 1867년 |        |      |
| 케냐                | 케냐 라크로스 연맹                | KEN  | 아프리카   |        |        |      |
| 코스타리카          | 코스타리카 라크로스 체육 연맹     | CRC  | 아메리카   |        |        |      |
| 콜롬비아            | 콜롬비아 라크로스 연맹            | COL  | 아메리카   |        |        |      |
| 크로아티아          | 크로아티아 라크로스 연맹          | CRO  | 유럽       |        |        |      |
| 태국                | 태국 라크로스 협회                | THA  | 아시아     |        |        |      |
| 튀르키예            | 튀르키예 라크로스 협회            | TUR  | 유럽       |        |        |      |
| 파나마              |                                   | PAN  | 아메리카   |        |        |      |
| 페루                | 페루 라크로스 협회                | PER  | 아메리카   | 2008년 |        |      |
| 포르투갈            | 포르투갈 라크로스 협회            | POR  | 유럽       | 2011년 |        |      |
| 폴란드              | 폴란드 라크로스 연맹              | POL  | 유럽       |        |        |      |
| 푸에르토리코        | 푸에르토리코 라크로스 연맹        | PUR  | 아메리카   |        |        |      |
| 필리핀              | 필리핀 라크로스 협회              | PHI  | 아시아     |        |        |      |
| 프랑스              | 프랑스 라크로스 연맹              | FRA  | 유럽       |        |        |      |
| 핀란드              | 핀란드 라크로스 협회              | FIN  | 유럽       | 2001년 |        |      |
| 헝가리              | 헝가리 라크로스 협회              | HUN  | 유럽       |        |        |      |
| 홍콩                | 홍콩 라크로스 협회                | HKG  | 아시아     |        |        |      |

## 참고 문헌
- “WORLD LACROSSE MEMBER NATIONS”. 세계 라크로스 연맹.
- “세게 라크로스 연맹”. 국제 협회 연합.
- “세계 라크로스 연맹”. 국제 경기 연맹 총연합회.

## 같이 보기
- 라크로스